# Pleioblastus
Pleioblastus es un género de plantas herbáceas de la familia de las poáceas. Es originario de Asia. Comprende 163 especies descritas y de estas, solo 12 aceptadas.

## Taxonomía
El género fue descrito por Takenoshin Nakai y publicado en Journal of the Arnold Arboretum 6(3): 145. 1925.  La especie tipo es: Pleioblastus communis (Makino) Nakai. 

## Especies aceptadas
A continuación se brinda un listado de las especies del género Pleioblastus aceptadas hasta noviembre de 2013, ordenadas alfabéticamente. Para cada una se indica el nombre binomial seguido del autor, abreviado según las convenciones y usos.  
- Pleioblastus altiligulatus S.L.Chen & S.Y.Chen
- Pleioblastus amarus (Keng) Keng f.
- Pleioblastus fortunei (Van Houtte) Nakai
- Pleioblastus hsienchuensis T.H.Wen
- Pleioblastus incarnatus S.L.Chen & G.Y.Sheng
- Pleioblastus maculatus (McClure) C.D.Chu & C.S.Chao
- Pleioblastus rugatus T.H.Wen & S.Y.Chen
- Pleioblastus sanmingensis S.L.Chen & G.Y.Sheng
- Pleioblastus solidus S.Y.Chen
- Pleioblastus truncatus T.H.Wen
- Pleioblastus wuyishanensis Q.F.Zheng & K.F.Huang
- Pleioblastus yixingensis S.L.Chen & S.Y.Chen